# Bright Shiny Object
Ett Bright Shiny Object (engelska för "Skinande blankt föremål"), förkortat BSO, är ett uttryck för medias dragning till ytliga, rubrikvänliga och klicklockande händelser som ofta är av pseudokaraktär. De är nästan aldrig av någon egentlig betydelse i det långa loppet men har förmågan att stjäla nästan all uppmärksamhet och skymma viktigare frågor och större sammanhang. De gör det också svårt att behålla proportionerna. Vissa menar att det är mediedramaturgins sämsta sida.
BSO är vanligt förekommande under politiska valkampanjer i USA där de genereras av kandidaternas kampanjer. De fungerar som ett bete för media för att dra uppmärksamhet till kandidaten eller en fråga.